# Fargues (Landes)
Fargues é uma comuna francesa na região administrativa da Nova Aquitânia, no departamento de Landes. Estende-se por uma área de 11,84 km². Em 2010 a comuna tinha 328 habitantes (densidade: 27,7 hab./km²).